# Josée Deshaies
Josée Deshaies, née à Montréal au Québec, est une directrice de la photographie de cinéma franco-canadienne.

## Biographie
Josée Deshaies fait des études d'histoire de l'art en Italie avant de s'orienter vers le cinéma en faisant une formation d'assistante caméra puis de directrice de la photographie à Montréal au Québec, sa province natale. Elle commence sa carrière auprès de Bertrand Bonello en 1996, pour lequel elle sera chef opératrice sur pratiquement tous les films, et qui deviendra son compagnon.
Elle a une fille née en 2003.
En 2012, elle est nommée au César de la meilleure photographie lors des César du cinéma pour le film L'Apollonide - Souvenirs de la maison close de Bonello et en 2015, elle est nommée au César de la meilleure photographie lors des Césars du cinéma pour Saint Laurent.

## Filmographie
- 1996 : Qui je suis (court métrage) de Bertrand Bonello
- 1997 : The Adventures of James and David (court métrage) de Bertrand Bonello
- 1998 : Quelque chose d'organique de Bertrand Bonello
- 2000 : La Moitié gauche du frigo de Philippe Falardeau
- 2001 : Le Pornographe de Bertrand Bonello
- 2002 : Royal Bonbon de Charles Najman
- 2003 : Tiresia de Bertrand Bonello
- 2004 : Le Petit Jésus d'André-Line Beauparlant
- 2005 : Les Invisibles de Thierry Jousse
- 2005 : Cache-Cache d'Yves Caumon
- 2005 : Cindy: The Doll Is Mine (court métrage) de Bertrand Bonello
- 2006 : Le Jour de ma mort (court métrage) de Thierry de Peretti
- 2006 : L'Immature (court métrage) d'Adrian Smith
- 2006 : My New Picture (court métrage) de Bertrand Bonello
- 2007 : Deux cages sans oiseaux (court métrage) de Mathieu Amalric
- 2007 : À l'instar du père Noël et de la pizza (court métrage) de Mathieu Amalric
- 2007 : La Question humaine de Nicolas Klotz
- 2007 : Avant que j'oublie de Jacques Nolot
- 2007 : 24 mesures de Jalil Lespert
- 2008 : De la guerre de Bertrand Bonello
- 2008 : Elle veut le chaos de Denis Côté
- 2009 : Yuki et Nina d'Hippolyte Girardot et Nobuhiro Suwa
- 2009 : Where the Boys Are (court métrage) de Bertrand Bonello
- 2010 : Rebecca H. (Return to the Dogs) de Lodge Kerrigan
- 2010 : Curling de Denis Côté
- 2010 : La Lisière de Géraldine Bajard
- 2011 : L'Apollonide - Souvenirs de la maison close de Bertrand Bonello
- 2011 : Des vents contraires de Jalil Lespert
- 2012 : Ingrid Caven, musique et voix de Bertrand Bonello
- 2012 : Next to Last (automne 63) (court métrage) de Mathieu Amalric
- 2013 : Quelqu'un d'extraordinaire de Monia Chokri (court métrage)
- 2013 : Septième promenade de Smith (court métrage)
- 2014 : Jacky au royaume des filles de Riad Sattouf
- 2014 : Saint Laurent de Bertrand Bonello
- 2014 : Parole de kamikaze (I, Kamikaze) de Masa Sawada
- 2015 : Traum (court métrage) de Smith
- 2015 : Endorphine d'André Turpin
- 2015 : Spectrographies de Smith (moyen métrage)
- 2016 : Nelly d'Anne Émond
- 2017 : Birthmarked d'Emanuel Hoss-Desmarais
- 2017 : Lira's Forest de Connor Jessup (court métrage)
- 2018 : A.W. A Portrait of Apichatpong Weerasethakul de Connor Jessup (court métrage)
- 2019 : Les Fils de Manon Cousin
- 2019 : La Femme de mon frère de Monia Chokri
- 2019 : Awe d'Edith Jorisch (court métrage)
- 2021 : Memory Box de Joana Hadjithomas et Khalil Joreige
- 2021 : La Salamandre d'Alex Carvalho
- 2022 : Babysitter de Monia Chokri
- 2022 : La Dérive des continents (au sud) de Lionel Baier
- 2023 : Passages d'Ira Sachs
- 2023 : Comme une vague de Marie-Julie Dallaire
- 2023 : La Bête de Bertrand Bonello
- 2024 : À son image de Thierry de Peretti
- 2025 : Urchin d'Harris Dickinson

## Distinctions

### Récompenses
- Gala du cinéma québécois 2022 : Prix Iris de la meilleure photographie dans un documentaire pour Comme une vague (partagé avec Tobie Marier-Robitaille)
- Prix AFC Mise en lumière 2025 pour La Bête

### Nominations
- Césars 2012 : César de la meilleure photographie pour L'Apollonide - Souvenirs de la maison close
- César 2015 : César de la meilleure photographie pour Saint Laurent
- Lumières 2015 : Prix CST pour Saint Laurent
- Gala du cinéma québécois 2017 : Prix Iris de la meilleure photographie pour Nelly
- Prix Écrans canadiens 2017 : Meilleure photographie pour Nelly
- Gala du cinéma québécois 2020 : Prix Iris de la meilleure photographie pour La Femme de mon frère
- Prix Écrans canadiens 2020 : Meilleure photographie pour La Femme de mon frère
- Gala du cinéma québécois 2023 : Prix Iris de la meilleure photographie pour Babysitter
- Lumières 2025 : Lumière de la meilleure image pour La Bête
- Chlotrudis Awards 2025 : Meilleure photographie pour La Bête